# Mikael Forssell
Mikael Kaj Forssell (Steinfurt, 15 maart 1981) is een in Duitsland geboren Fins voormalig betaald voetballer die doorgaans in de aanval speelde. Hij speelde van 1997 tot en met 2017 voor HJK Helsinki, Chelsea, Crystal Palace, Borussia Mönchengladbach, Birmingham City, Hannover 96, Leeds United, VfL Bochum en HIFK Helsinki. Forssell was van 1999 tot en met 2014 international in het Fins voetbalelftal, waarvoor hij 86 interlands speelde en 29 keer scoorde.

## Clubcarrière
Op donderdag 30 januari 2003 maakte Borussia Mönchengladbach bekende Forssell voor de rest van dit seizoen te huren van Chelsea FC. Forssell stond op dat moment vier jaar onder contract bij The Blues, maar kon niet op veel speeltijd rekenen in Londen. Ook Celta de Vigo toonde interesse voor Forssell, maar de Fin verkoos de Duitse Bundesliga boven de Primera Division.

## Interlandcarrière
Forssell maakte op 9 juni 1999 zijn debuut in het Fins voetbalelftal, in een EK-kwalificatiewedstrijd tegen Moldavië (1-5). Hij viel in dat duel na 60 minuten in voor Jonatan Johansson. Gedurende zijn interlandloopbaan scoorde hij in twee interlands drie keer in een wedstrijd, tegen Macedonië en San Marino.
| Interlanddoelpunten | Interlanddoelpunten | Interlanddoelpunten | Interlanddoelpunten            | Interlanddoelpunten | Interlanddoelpunten | Interlanddoelpunten | Interlanddoelpunten |
| #                   | Datum               | Locatie             | Wedstrijd                      | Goal(s)             | Score               | Uitslag             | Wedstrijd           |
| ------------------- | ------------------- | ------------------- | ------------------------------ | ------------------- | ------------------- | ------------------- | ------------------- |
| 1                   | 28/02/2001          | Luxemburg           | Luxemburg – Finland            | 80'                 | 0 – 1               | 0 – 1               | Oefeninterland      |
| 2                   | 02/06/2001          | Helsinki            | Finland – Duitsland            | 28'                 | 1 – 0               | 2 – 2               | WK-kwalificatie     |
| 3                   | 02/06/2001          | Helsinki            | Finland – Duitsland            | 43'                 | 2 – 0               | 2 – 2               | WK-kwalificatie     |
| 4                   | 15/08/2001          | Helsinki            | Finland – België               | 2'                  | 1 – 0               | 4 – 1               | Oefenduel           |
| 5                   | 05/09/2001          | Helsinki            | Finland – Griekenland          | 13'                 | 1 – 0               | 5 – 1               | WK-kwalificatie     |
| 6                   | 05/09/2001          | Helsinki            | Finland – Griekenland          | 44'                 | 4 – 1               | 5 – 1               | WK-kwalificatie     |
| 7                   | 27/03/2002          | Porto               | Portugal – Finland             | 27'                 | 0 – 2               | 1 – 4               | Oefeninterland      |
| 8                   | 30/04/2003          | Vantaa              | Finland – IJsland              | 57'                 | 2 – 0               | 3 – 0               | Oefeninterland      |
| 9                   | 07/06/2003          | Helsinki            | Finland – Servië en Montenegro | 56'                 | 3 – 0               | 3 – 0               | EK-kwalificatie     |
| 10                  | 10/09/2003          | Cardiff             | Wales – Finland                | 79'                 | 1 – 1               | 1 – 1               | EK-kwalificatie     |
| 11                  | 11/10/2003          | Tampere             | Finland – Canada               | 14'                 | 1 – 0               | 3 – 2               | Oefeninterland      |
| 12                  | 08/09/2004          | Jerevan             | Armenië – Finland              | 23'                 | 0 – 1               | 0 – 2               | WK-kwalificatie     |
| 13                  | 07/09/2005          | Helsinki            | Finland – Macedonië            | 10'                 | 1 – 0               | 5 – 1               | WK-kwalificatie     |
| 14                  | 07/09/2005          | Helsinki            | Finland – Macedonië            | 12'                 | 2 – 0               | 5 – 1               | WK-kwalificatie     |
| 15                  | 07/09/2005          | Helsinki            | Finland – Macedonië            | 61'                 | 5 – 1               | 5 – 1               | WK-kwalificatie     |
| 16                  | 01/03/2006          | Paphos              | Finland – Wit-Rusland          | 90+1'               | 2 – 2               | 2 – 2               | Oefeninterland      |
| 17                  | 17/11/2007          | Helsinki            | Finland – Azerbeidzjan         | 79'                 | 1 – 1               | 2 – 1               | EK-kwalificatie     |
| 18                  | 11/10/2008          | Helsinki            | Finland – Azerbeidzjan         | 61' (pen.)          | 1 – 0               | 1 – 0               | WK-kwalificatie     |
| 19                  | 06/06/2009          | Helsinki            | Finland – Liechtenstein        | 33'                 | 1 – 1               | 2 – 1               | WK-kwalificatie     |
| 20                  | 07/09/2010          | Rotterdam           | Nederland – Finland            | 18'                 | 2 – 1               | 2 – 1               | EK-kwalificatie     |
| 21                  | 12/10/2010          | Helsinki            | Finland – Hongarije            | 86'                 | 1 – 1               | 1 – 2               | EK-kwalificatie     |
| 22                  | 17/10/2010          | Helsinki            | Finland – San Marino           | 51'                 | 3 – 0               | 8 – 0               | EK-kwalificatie     |
| 23                  | 17/10/2010          | Helsinki            | Finland – San Marino           | 59'                 | 4 – 0               | 8 – 0               | EK-kwalificatie     |
| 24                  | 17/10/2010          | Helsinki            | Finland – San Marino           | 78'                 | 8 – 0               | 8 – 0               | EK-kwalificatie     |
| 25                  | 03/06/2011          | Serravalle          | San Marino – Finland           | 41'                 | 0 – 1               | 0 – 1               | EK-kwalificatie     |
| 26                  | 02/09/2011          | Helsinki            | Finland – Moldavië             | 52'                 | 3 – 0               | 4 – 1               | EK-kwalificatie     |
| 27                  | 23/01/2013          | Chiang Mai          | Thailand – Finland             | 12'                 | 0 – 2               | 1 – 3               | Oefeninterland      |
| 28                  | 23/01/2013          | Chiang Mai          | Thailand – Finland             | 87'                 | 1 – 3               | 1 – 3               | Oefeninterland      |

## Erelijst
HJK Helsinki
- Landskampioen

2013, 2014
- Suomen Cup

1998, 2014